# Grete Billgren
Grete Karen Hansigne Billgren, född Lützhøft 16 juni 1907 i Köpenhamn, död i mars 1986 i Lund, var en svensk konstnär. 
Hon var gift med Hans Billgren och mor till Ola Billgren. Hon studerade konst i Danmark och Tyskland. Hennes konst består av porträtt, stilleben och landskapsmålningar, ofta i vinterskrud. Hon begravdes på Norra kyrkogården i Lund den 8 april 1986.